# Anoplocheilus germari
Anoplocheilus germari är en skalbaggsart som beskrevs av Wiedeman 1818. Anoplocheilus germari ingår i släktet Anoplocheilus och familjen Cetoniidae. Inga underarter finns listade i Catalogue of Life.